# Tennis al IX Festival olimpico estivo della gioventù europea
Le competizioni di Tennis al IX Festival olimpico estivo della gioventù europea si sono svolte dal 21 al 29 luglio 2007 a Belgrado, in Serbia

## Podi

### Ragazzi
| Evento             | Oro            | Argento         | Bronzo                          |
| Singolare maschile | Yatsenko Arten | Andrea Paciello | Sandro Romano Erhat Gianni Mina |

### Ragazze
| Evento              | Oro           | Argento            | Bronzo                        |
| Singolare femminile | Polona Hercog | Ekaterine Gorgodze | Chloe Babet Weronika Domagava |

### Misti
| Evento       | Oro                                     | Argento                    | Bronzo                                               |
| Doppio misto | Ekaterine Gorgodze Giorgi Khimidashvili | Polona Hercog Miha Plesnik | Chloe Babet Gianni Mina Lucia Cervera Roberto Ortega |